# Chen Zhongrui
Chen Zhongrui (chinois : 陈中瑞, né en octobre 1984) est un astronaute chinois d'ethnie Han, originaire de Huaxian, dans la province du Henan. Membre du Parti communiste chinois, il est titulaire d'un baccalauréat et occupe le poste de vice-commandant du Corps des astronautes de l'Armée populaire de libération. Astronaute de niveau 4, il détient le grade de colonel dans la Force aérienne chinoise. En avril 2025, il participe à la mission Shenzhou 20.

## Biographie
Chen Zhongrui naît en octobre 1984 dans le village de Chendazhao, à Huaxian, dans la province du Henan. Passionné de mécanique dès son plus jeune âge, il rêve initialement de devenir conducteur de tracteur. À la fin de sa troisième année de collège, il se prépare aux épreuves de sélection pour devenir pilote de l'Armée de l'air de l'Armée populaire de libération. Admis, il intègre l'Académie de vol de Changchun de l'Armée de l'air, où il se distingue en étant parmi les premiers de sa promotion à effectuer un vol en solo. C'est à ce moment qu'il commence à ambitionner de devenir astronaute. En 2018, il participe à la sélection du troisième groupe d'astronautes chinois et est officiellement sélectionné en septembre 2020.

## Missions
| Ordre   | Mission     | Date de lancement (UTC+8) | Date d'atterrissage (UTC+8) | Lanceur              | Amarrage                  | Durée de la mission | Nombre d'EVA | Durée des EVA |
| ------- | ----------- | ------------------------- | --------------------------- | -------------------- | ------------------------- | ------------------- | ------------ | ------------- |
| 1       | Shenzhou 20 |                           |                             | Longue Marche 2F Y20 | Station spatiale Tiangong |                     |              |               |
| Total : |             |                           |                             |                      |                           |                     |              |               |